# Natalia Vieru
Natalia Vieru (russisch Наталья Станиславовна Виеру Natalja Stanislawowna Wijeru, rumänisch Natalia Vieru; geboren am 25. Juli 1989 in Chișinău, Moldauische SSR) ist eine russische Basketballspielerin, die auch die rumänische Staatsbürgerschaft besitzt. Sie war Mitglied der russischen Nationalmannschaft und nahm 2012 an den Olympischen Sommerspielen in London teil. Sie spielte zuletzt für den russischen Club UGMK Jekaterinburg von 2015 bis 2020 als Center.
Mit sechs ersten Plätzen in der Fiba Euroleague Women ist Vieru  neben Diana Taurasi die Spielerin mit den meisten Titeln (2019, 2018, 2016 – UMMC; 2010, 2009, 2008 – Sparta&K M.R. Vidnoje).

## Nationalmannschaft
Natalia Vieru gehört der rumänischen Bevölkerungsgruppe Moldawiens an. Nach dem Ende der Sowjetunion konnte sie zwischen verschiedenen Verbänden wählen und entschloss sich für Russland anzutreten. Sie begann ihre Nationalmannschaftskarriere bei der U18-Europameisterschaft 2006. Im Jahr 2007 wurde sie Bronzemedaillengewinnerin der U18-Europameisterschaft und wurde Teil der „starting Five“ des Turniers. 2008 gewann sie den Meistertitel bei der U20-Europameisterschaft und wurde zum MVP des Turniers gewählt. 2009 vertrat sie Russland bei der U20-Europameisterschaft.
Vieru gab 2008 ihr Debüt in der russischen Nationalmannschaft. Seitdem nahm sie an der Weltmeisterschaft 2010 und den Europameisterschaften 2013, 2015, 2017 und 2019 teil. Bei den Olympischen Spielen 2012 erreichte die Mannschaft den vierten Platz.
Mit ihrer Größe von 2,00 m war Vieru in ihrer Spielzeit die größte Spielerin der russischen Damen-Nationalmannschaft.

## Erfolge
- Platz 1 – EuroLeague Women (2008, 2009, 2010, 2016, 2018, 2019)
- Platz 1 – Women SuperCup (2009, 2010, 2016, 2018)
- Platz 1 – Russische Meisterschaft (2008, 2016, 2017, 2018, 2019)
- Platz 2 – Russische Meisterschaft (2009, 2010, 2011, 2013, 2015)
- Platz 1 – Russischer Pokal (2015, 2016, 2018)
- Platz 4 – Olympische Sommerspiele 2012 (2012)
- Platz 1 – UMMC Cup (2015, 2016)
- Platz 1 – Slowakische Meisterschaft (2012)
- Platz 1 – Slowakischer Pokal (2012)
- Platz 1 – U20-Europameisterschaft (2008)
- Platz 3 – U18-Europameisterschaft (2007)
- MVP Slowakische Meisterschaft (2012)
- 3× Beste russische Basketballspielerin Jugend (2007, 2008, 2009)
- MVP U20-Europameisterschaft (2008)